# Gladhammar och Lunds by
Gladhammar och Lunds by är en tidigare SCB avgränsad och namnsatt småort i Västerviks kommun. Småorten omfattade bebyggelse i intilliggande byar, Gladhammar och Lunds by belägna vid E22 ca 15 km sydväst om Västervik i Gladhammars socken. SCB ändrade sin metod att ta fram småortsstatistik 2015, varvid orten inte längre uppfyllde kraven för att vara en småort.

### Fotnoter
1. 1 2 3  Småorternas landareal, folkmängd och invånare per km² 2005 och 2010, korrigerad 2012-10-15, SCB, 15 oktober 2012, läs online, läst: 9 juli 2016.[källa från Wikidata]
2. ↑  Kodnyckel för SCB:s statistiska tätorter och småorter - Koppling mellan gammalt och nytt kodsystem, SCB, 11 november 2021, läs online.[källa från Wikidata]
3. ↑  Förändringar i antalet småorter 2010-2015, Statistiska centralbyrån, 19 december 2016.